# Mary Elizabeth Mohl
Mary Elizabeth Mohl (Westminster, 22 de fevereiro de 1793 — Paris, 15 de maio de 1883) foi uma escritora britânica.